# Kakamas
Kakamas est une ville de la province du Cap-du-Nord en Afrique du Sud située sur les rives du fleuve Orange. Elle est située à 80 km de Upington et à environ 25 km des chutes d'Augrabies.
Le nom "kakamas" provient du mot Khoi  "gagamas"  qui signifie "brun", en référence à l'argile rougeâtre dont les femmes Khoi s'enduisent le visage.

## Histoire
L'endroit était à l'origine connu sous le nom de Bassonsdrif et permettait un franchissement aisé du fleuve. En 1898, une implantation fut établie et sous l'égide de l'Église Reformée de Hollande, le secteur développa une activité agricole. Kakamas devint une municipalité en 1954.

## Production agricole
Grâce à l'irrigation de la rivière Orange, Kakamas exporte du raisin, des pêches, des fruits secs, des oranges et des dattes vers l'Europe. La région produit également un vin très réputé, le OWK (Oranjerivier Wyn Kelders en Afrikaans).